# Макия
Ма̀кия (в мн. число – макѝ), още маквѝси, представлява растителност от вечнозелени твърдолистни или трънливи храсти и ниски дървета. Маквисите са най-характерни предимно за долните склонове на планините близо до Средиземно море. Срещат се и в райони със средиземноморски климат по скалисти и силно ерозирани почви, като в Австралия се наричат скреб, а в Северна Америка – чапарал. Срещат се до към 700 m н.в., където образуват гъсти, често труднопроходими храсталаци или по-рядко като подлес във вечнозелените твърдолистни средиземноморски гори.
В състава на маквисите влизат голямо число видове, като преобладават бодливите храсти (средна височина 3 – 4 m и по-рядко дървета с височина 8 – 10 m). По-голямата част от маквисите са вторична растителност, възникнала на места, където горите са унищожени от човека, но има и коренни видове, някои от които са много ароматни, като те включват семейство Lamiaceae, лаври, миртове, също див шамфъстък, ягодово дърво, средиземноморска хвойна, дива маслина, лавдан. Често се наблюдават и европейски маслини, рожков и смокини, които са разпръснати из района и образуват открити гори при отсъствието на човешка дейност.

## Виж още
Егейско-западнотурски склерофилни и смесени гори